# Selfish (Justin Timberlake)
Selfish è un singolo del cantautore statunitense Justin Timberlake, pubblicato il 25 gennaio 2024 come primo estratto dal sesto album in stuido Everything I Thought It Was.

## Antefatti
Dopo la pubblicazione del quinto album in studio Man of the Woods, tra il 2020 e il 2023 Timberlake scompare dalle scene pubbliche e collabora solo in poche canzoni, come in Stay with Me di Calvin Harris e in Keep Going Up di Timbaland e Nelly Furtado. Nel settembre 2023 produce l'album della colonna sonora del film della DreamWorks Animation Trolls 3 - Tutti insieme, tornando a cantare con gli NSYNC nel singolo promozionale Better Place.
Il 25 gennaio 2024 Timberlake è apparso al The Tonight Show e ha annunciato l'uscita di Selfish e ha rivelato che l'album da cui è estratto, Everything I Thought It Was, ha richiesto quattro anni di produzione.

## Descrizione
In un'intervista ad Apple Music 1, il cantante ha spiegato che il processo di scrittura del singolo è iniziato con il musicista Adam Blackstone che cantava Jealous Guy, cover di Donny Hathaway. Durante il processo Timbarlake ha riflettuto sul fatto che gli uomini di solito non cantano di «un'emozione che li rende vulnerabili».

## Accoglienza e controversie
Dopo la pubblicazione della canzone, i fan di Britney Spears hanno iniziato una campagna per far salire nella classifica di ITunes una delle sue canzoni omonima al brano del cantante, Selfish, tratta dal suo settimo album in studio Femme Fatale. L'azione è avvenuta come risposta alle accuse apparse nel libro autobiografico della Spears del 2023, The Woman in Me, secondo cui Timbarlake, che aveva avuto una relazione con la cantante, aveva tentato di farla abortire.

## Video musicale
Un video musicale ufficiale, diretto da Bradley Calder, è stato pubblicato il 25 gennaio 2024.

## Classifiche

### Classifiche settimanali
| Classifica (2024) | Posizione massima |
| ----------------- | ----------------- |
| Belgio (Fiandre)  | 36                |
| Bielorussia       | 14                |
| Bulgaria          | 10                |
| Canada            | 22                |
| Estonia           | 2                 |
| Germania          | 56                |
| Irlanda           | 52                |
| Islanda           | 18                |
| Kazakistan        | 9                 |
| Moldavia          | 107               |
| Paesi Bassi       | 100               |
| Portogallo        | 169               |
| Regno Unito       | 29                |
| Russia            | 10                |
| Stati Uniti       | 19                |
| Svezia            | 60                |
| Svizzera          | 45                |
| Ucraina           | 168               |

### Classifiche di fine anno
| Classifica (2024) | Posizione |
| ----------------- | --------- |
| Bielorussia       | 100       |
| Canada            | 85        |
| Estonia           | 39        |
| Islanda           | 55        |
| Kazakistan        | 40        |
| Russia            | 58        |